# Венедикт Март
Матвєєв Венедикт Миколайович (рос. Матвеев Венедикт Николаевич; 27 березня 1896, Владивосток — 16 жовтня 1937, Київ) — радянський і російський поет-футурист, письменник, перекладач китайських і японських поетів. Батько поета Івана Єлагіна.

## Біографія
Венедикт Март народився 27 березня 1896 року в родині відомого письменника, краєзнавця, перекладача-японіста Миколи Амурського. Його хрещеним батьком був народоволець Іван Ювачов, засланець, в майбутньому — батько Данила Хармса.
Вірші почав писати гімназистом. Перша збірка віршів «Пориви» випустив в 1914 році у Владивостоці. Там же в друкарні батька випустив під маркою видавництва «Хайшин-вей» книги віршів «Чорний Дім» і «Пісенці».
У 1918 подорожував по Японії, писав танка і хайку, посилав подорожні замітки в далекосхідні журнали. У його збірці «Пісенці» (Владивосток, 1917) є датовані 1914-м роком переклади з японських поетів, зокрема — зі зведеного на престол Японії реставрацією Мейдзі імператора Муцухіто.
Влітку 1920 року виїхав до Харбіна. Опублікував близько дванадцяти книг власних віршів і перекладів давньокитайських поетів. У той період він пристрастився до морфію і куріння опіуму. У 1922 році випустив новелу-мініатюру «На-любовних перехрестях примхи».
В кінці 1923 року разом з дружиною і п'ятирічним сином повернувся в СРСР, де видав ряд прозових книг, в тому числі на східні теми.
Брав активну участь у неофіційному літературному житті, зблизився з Данилом Хармсом, став прототипом «поета Вересня» в романі Костянтина Вагінова «Козяча пісня».
Дружив з Сергієм Єсеніним. Був відомим скандалістом і любителем випити. Ось історія, переказана його сином:
|  | батько і його друг поет Лев Аренс влаштували на дачі в Томіліно випивку на сосні. Досить високо вони прив'язалися ременями, а перед собою, ременями ж, зміцнили ящик з горілкою. |

У середині жовтня 1928 року він був заарештований у Москві за сварку з рукоприкладством. Сидів у Бутирській в'язниці. Після вироку суду був висланий на три роки в Саратов.
У 1932 оселився в Києві.
Повторно заарештований 12 червня 1937 за звинуваченням у шпигунстві на користь Японії. Засуджений за статтею 54-6 ч. 1 КК УРСР (шпигунство), розстріляний 16 жовтня 1937 року.

## Роботи
- «Черный Дом». 1917
- «Песенцы». 1917
- «Фаин». (Спільно з Гавриїлом Ельфом) 1919
- «Тигровьи чары». 1920
- «На любовных перекрестках причуды». 1922
- «Логово рыжих дьяволов. О Шанхае». 1928
- «Речные люди. Повість для дітей з побуту „Современного Китая“». 1930
- «ДЭРЭ — водяная свадьба. Рассказ». 1932
- «Ударники финансового фронта». 1933